# Curie (unitat)

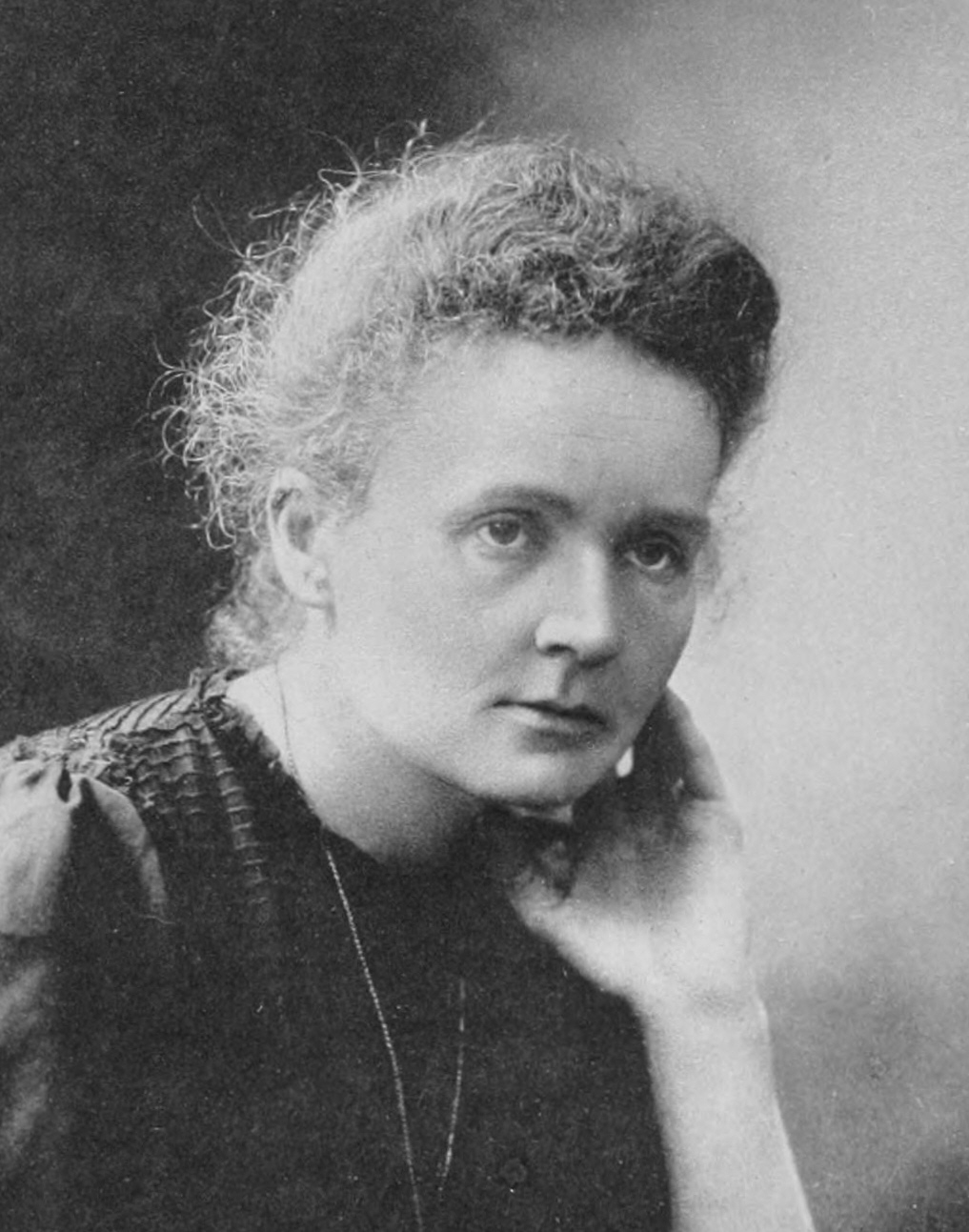
Retrat de Marie Curie, que juntament amb Pierre Curie, en pren el seu nom.

El curie (símbol Ci) és una unitat de radioactivitat, definida com 
1 Ci = 3,7×10¹⁰ desintegració per segon o becquerels.
Això és aproximadament l'activitat d'un gram de l'isòtop de radi 226Ra, una substància estudiada pels pioners de la radiologia, Marie i Pierre Curie. El curie ha estat substituït pel becquerel (Bq), unitat derivada del SI que mesura una desintegració per segon, per tant:
1 Ci = 3,7×10¹⁰ Bq
i
1 Bq ≅ 2,70×10−11 Ci
La unitat rep el seu nom com a tribut a Pierre i Marie Curie.
Un màquina de radioteràpia pot tenir aproximadament 1000 Ci d'un radioisòtop com el o cesi 137 o el cobalt 60. Aquesta quantitat de material nuclear pot produir efectes importants sobre la salut amb tan sols pocs minuts d'exposició.
També se sol utilitzar com a mesura habitual de la radioactivitat el microcurie':
1 μCi = 3,7×104 desintegracions per segon = 2,22×10⁶ desintegracions per minut
El cos humà conté aproximadament uns T 0,1 μCi de potassi 40 natural.